# Kaliese Spencer
Kaliese Spencer (Westmoreland, 6 de mayo de 1987) es una atleta jamaicana de 400 m con obstáculos. Su palmarés deportivo comprende una medalla de oro en los Juegos de la Mancomunidad, un triunfo en la copa continental y cuatro Trofeos de diamante.

## Trayectoria
Empezó su carrera en el atletismo en las pruebas de 800 m y 400 m lisos, pero cambió a los 400 m con obstáculos bajo la dirección de Stepahn Francis. En esta especialidad, ganó el primer lugar en el Campeonato Mundial Júnior de Atletismo de 2006. También  participó en los Campeonatos Mundiales de Osaka 2007 y Berlín 2009, en los que llegó a semifinales y cuarto lugar, respectivamente. Para 2010, fue una de las ganadoras de la Liga de Diamante.
El 2011 había impuesto la mejor marca del año con un registro de 52,79 s en el Crystal Palace National Sports Centre de Londres, en la decimosegunda jornada de la Liga de Diamante. Sin embargo, en su participación en el campeonato mundial de Daegu logró arribar a la final, pero acabó en la cuarta posición siendo la ganadora la estadounidense Lashinda Demus quien por su parte superó la mejor marca del año de Spencer. La jamaicana, favorita en la carrera, compitió con lesiones en el tendón de la corva y la ingle. A pesar de todo, terminó nuevamente como una de las vencedoras de la Liga de Diamante.
Las lesiones fueron otra vez un obstáculo cuando el 2012 compitió en los Juegos Olímpicos de Londres y llegó a la final de la prueba, pero quedó en el cuarto puesto de la carrera con una marca de 53,66 s. Poco después ganó su tercera Liga de Diamante consecutiva.
El 2013 tuvo un año opaco: realizó discretas actuaciones en la Liga de Diamante antes de presentarse al campeonato mundial de Moscú, en el que acabó descalificada pese a ganar su heat eliminatorio por hacer saltos indebidos durante la carrera.
Sin embargo, Spencer debutó en el 2014 en el campeonato mundial en pista cubierta que tuvo lugar en la ciudad de Sopot, Polonia. En esta ocasión, no lo hizo en las carreras de vallas, sino en los 400 m planos, y obtuvo un buen resultado al colgarse la medalla de plata con un tiempo de 51,54 s. También se adjudicó otro segundo puesto en la carrera de relevos 4 x 400 m. Además fue una de las integrantes del equipo jamaicano que tomó parte en los primeros Relevos Mundiales y obtuvo una medalla de plata en el relevo de 4 x 400 m.
En el resto del mismo año, y de retorno a los 400 m vallas, ganó seis de las siete reuniones de la Liga de Diamante, por lo que fue la triunfadora de la prueba por cuarta ocasión. En Kingston impuso la mejor marca del año con 53,41 s, antes de partir a los Juegos de Mancomunidad donde se alzó con la medalla dorada con un registro de 54,10 s. Cerró esta temporada que le devolvió a la titularidad de la prueba con el triunfo en la copa continental con un tiempo de 53,81 s.
Para el año 2015 se había adjudicado tres victorias por la Liga de Diamante, pero debió suspender sus carreras del mes de julio debido a una molestia en el pie. Pese a esto, y con el reto de presentarse a su quinto campeonato mundial, esta vez en Pekín, todavía era considerada favorita para disputar el primer lugar. Sin embargo, en la final acabó en la última posición con un tiempo de 55,47 s y adjudicó este nuevo desencanto a que había tropezado con una de las vallas lo que le impidió recuperarse. Terminada su temporada, anunció que no retornaría a su base de entrenamiento en Jamaica.
El 2016, Spencer se ubicó en la tercera posición de la reunión de Doha en el mes de mayo, por la Liga de Diamante, con un registro de 55,02 s, pero no fue considerada para tomar parte del equipo jamaicano en los Juegos Olímpicos de 2016.
Para el mes de marzo de 2017, Spencer —junto al atleta Riker Hylton—, fueron informados por la Junta Administrativa de Atletismo de Jamaica de la acusación de evadir exámenes antidopaje, por lo que estarían sujetos a un máximo de cuatro años de suspensión. Al final la atleta fue absuelta de cualquier cargo. Tras el incidente tomó parte del campeonato nacional del mes de junio, pero acabó en la sexta posición de la final de los 400 m vallas con una marca de 55,82 s por lo que fue descartada para participar del campeonato mundial de Londres.

## Marcas personales
| Prueba         | Marca (Viento) | Lugar          | Fecha      |
| -------------- | -------------- | -------------- | ---------- |
| 200 m          | 23,11 s (+0,3) | Rovereto (ITA) | 03/09/2013 |
| 400 m          | 50,19 s        | Rieti (ITA)    | 08/09/2013 |
| 800 m          | 2:03,01        | Kingston (JAM) | 05/03/2011 |
| 400 m vallas   | 52,79 s        | Londres (ENG)  | 05/08/2011 |
| 400 m (indoor) | 51,54 s        | Sopot (POL)    | 08/03/2014 |